# Campania (provincia romana)
La Campania era una provincia romana istituita con la riforma amministrativa di Diocleziano nel III secolo. Nelle divisioni amministrative dell'Impero romano rientrava della prefettura d'Italia e quindi nella diocesi urbicaria.
Aveva come centri principali Capua e Benevento. Confinava a nord con la città di Roma e con la provincia Samnium, a est con le province Apulia et Calabria e Lucania et Brutium. A sud-ovest si affacciava invece sul mar Tirreno.

## Storia

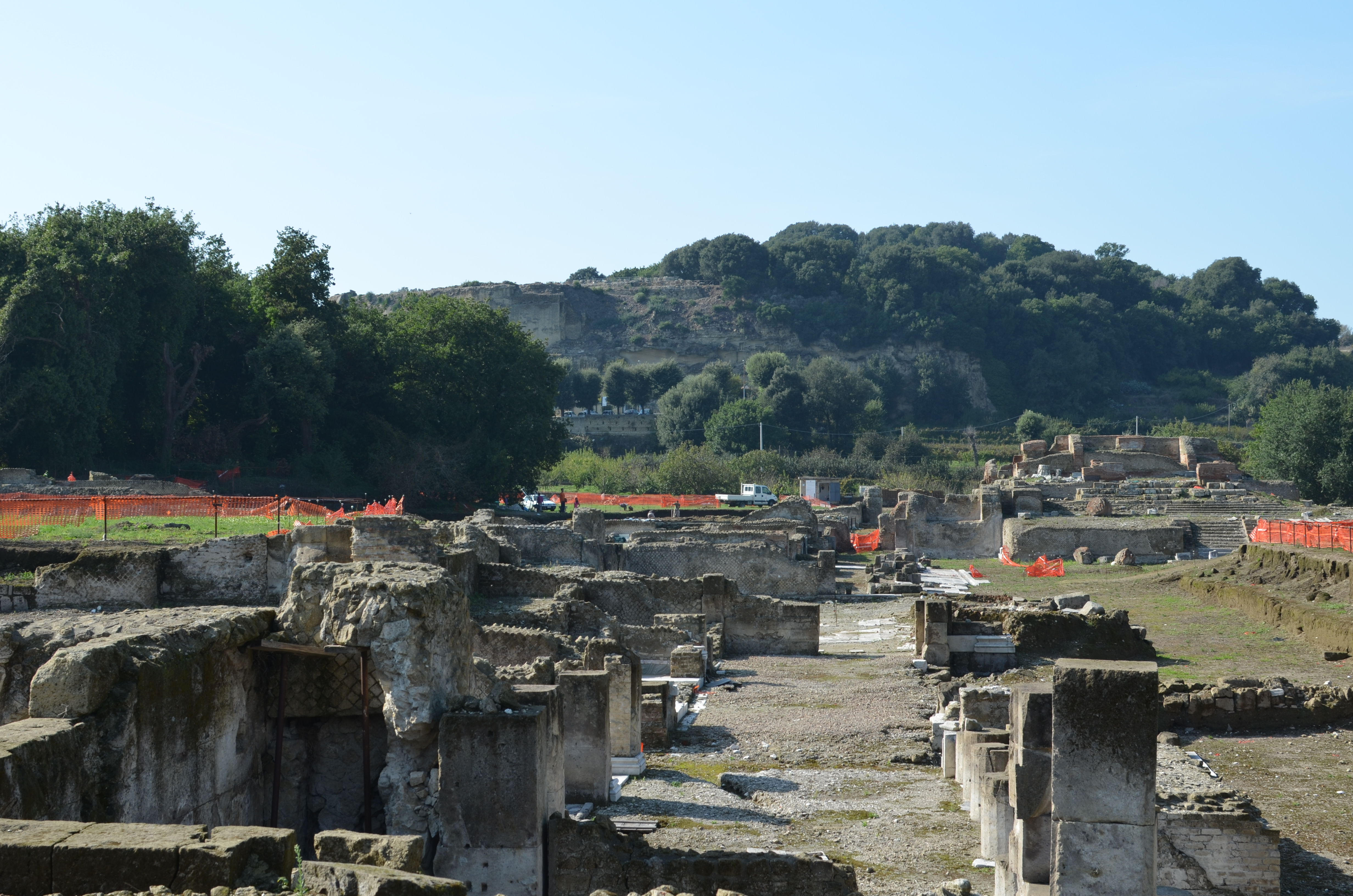
L'acropoli di Cuma vista dalla città bassa

La provincia era governata da magistrati detti correctores o presides, a cui erano subordinati le magistrature dei municipia e delle curiae; dal 324 venne governata da consulares; per brevi periodi essa venne però governata da proconsules; la breve promozione della Campania a provincia proconsolare, avvenuta nel 378 sotto il regno di Graziano, sarebbe dovuta, secondo alcune tesi storiografiche, al tentativo di frenare le tendenze scissioniste in campo religioso avvenute in Campania (in particolare nella città di Pozzuoli) affidando il governo alla provincia a governatori ortodossi che con la promozione a proconsole avevano un'ampia gamma di poteri tale poter intervenire nelle questioni religiose. Secondo un'altra tesi, la promozione a provincia proconsolare era dovuta alla volontà dell'imperatore di premiare la gens Anicia per aver aiutato la città di Roma a risolvere una grave crisi annonaria nell'anno 376, promuovendo uno dei suoi membri - Anicio Paolino (Anicius Paulinus), governatore della Campania - al rango di proconsole.

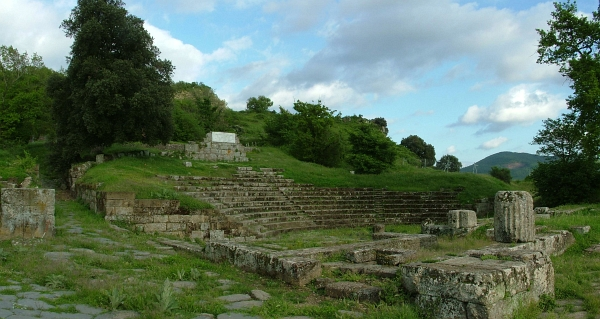
L'anfiteatro romano di Tusculum, presso Monte Porzio Catone. La provincia di Campania si estendeva infatti fino alle porte di Roma, e da essa trae il proprio nome la Campagna romana.

Verso la metà del IV secolo le dimensioni della provincia vennero ridotte: il Samnium, che fino ad allora aveva fatto parte della Campania, fu infatti in gran parte scorporato per formare una provincia a sé. L'istituzione della nuova provincia del Samnium sarebbe avvenuta tra il 346 e il 352/357, in seguito a un terremoto nel 346 che distrusse molte città del Samnium; i primi governatori del Samnium avrebbero poi provveduto a riparare i danni del terremoto nel loro territorio di competenza. La città di Benevento, unitamente ai territori circostanti, continuò invece a far parte della Campania.
Come risulta dal capitolo 54 del Expositio totius mundi, opera composta tra il 355 e il 360 che è una rassegna delle province dell'Impero, la Campania nel IV secolo era, economicamente e produttivamente parlando, sui cibi sufficiens (cioè autosufficiente per quanto riguarda il cibo) e cellarium regnanti Romae. Nonostante ciò, non era comunque tra le province che fornivano più grano alla città di Roma e lo stesso vale per la produzione vinicola.
Nel 395, per decreto dell'Imperatore Onorio, 528.042 iugeri di terreno incolto (1/10 dell'intera provincia) vennero esentati dalla tassazione, una riforma voluta da Teodosio e realizzata dal figlio. In questo modo vennero sgravate dalla tassazione le aree meno o per nulla produttive e in quanto tali non in grado di sostenere le tasse. Sembra che tali esenzioni fiscali fossero sollecitate dai possesores della provincia, che avrebbero approfittato delle difficoltà che aveva Onorio a causa della rivolta di Gildone in Africa, che privò Roma di gran parte delle scorte di grano (l'Africa era la regione dell'impero più ricca di grano). Il provvedimento fece sì che la forza lavoro venisse concentrata nei terreni migliori, ma non risolse le difficoltà economiche della provincia.

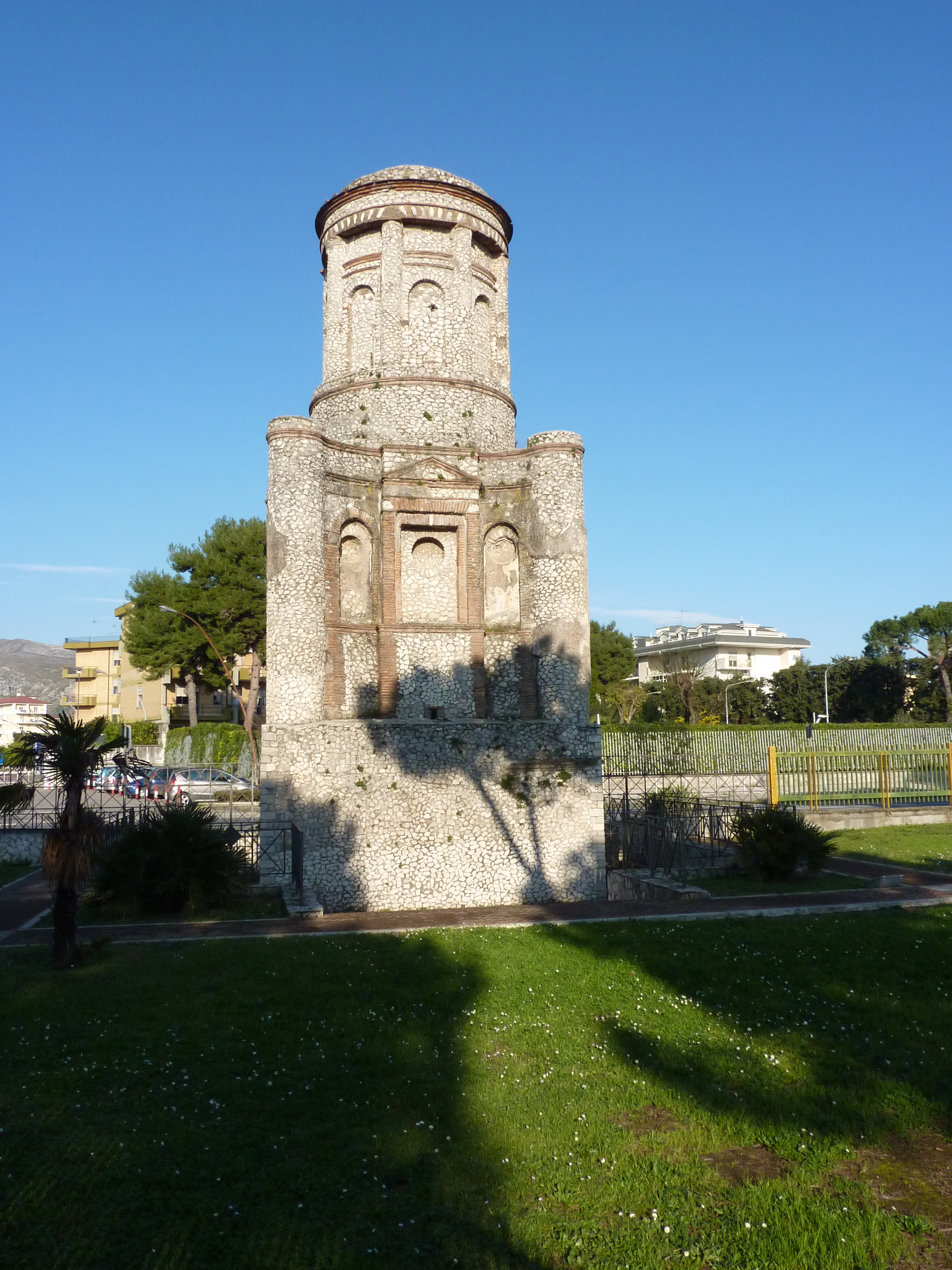
Mausoleo della Conocchia, Curti

Alle difficoltà economiche si aggiunsero le incursioni dei barbari, che portarono man mano alla disgregazione delle strutture economiche, amministrative, demografiche dell'impero. Nel 410 i Goti di Alarico posero a sacco Roma e saccheggiarono la Campania, tentando anche di espugnare, invano, Napoli. Per tutto il 411 la Campania subì, a causa dei saccheggi dei Goti, danni economici gravissimi, tanto che nel 413 (un anno dopo che i Goti abbandonarono l'Italia) Onorio concesse a tutta l'Italia suburbicaria l'esenzione dei 4/5 della tassazione. Questo provvedimento, reso possibile dalla riduzione della popolazione di Roma dopo il famoso sacco che ridusse la quantità di popolazione da sfamare con il grano, non bastò però a risollevare le sorti della Campania. Nei decenni successivi la Campania si impoverì sempre di più a causa delle incursioni dei Barbari come i Vandali. L'eruzione del Vesuvio del 472 peggiorò ulteriormente la situazione.
Con la caduta dell'Impero romano d'Occidente la provincia di Campania non venne abrogata né dagli Eruli né dagli Ostrogoti che la continuarono a governare formalmente per conto dell'Imperatore d'Oriente. Teodorico, re dei Goti e d'Italia, non cambiò la configurazione politica della Campania: essa continuava ad essere governata da un consularis a Capua, sebbene molti poteri fossero stati conferiti al comes goto di Napoli, che controllava l'ordine pubblico e i prezzi. Sotto il regno di Teodorico la Campania godette un lungo periodo di pace anche se le eruzioni del Vesuvio e la politica espansionistica di Teodorico, con conseguente aumento delle tasse e la riduzione della spesa pubblica, impedirono alla provincia di riprendersi.
Tra il 535 e il 553 l'Italia venne invasa dall'esercito romano-orientale (o bizantino dall'antico nome della capitale dell'Impero romano d'Oriente, Bisanzio) condotto dal generale Belisario. Belisario nel 536 occupò Napoli e l'intera Campania e si diresse verso Roma, dove entrò trionfalmente. La Campania tornava così a essere una provincia dell'Impero romano d'Oriente. Qualche anno dopo il re dei Goti Totila riuscì a vincere Belisario e a riconquistare la Campania - oltre a gran parte dell'Italia -, ma la sua riconquista fu effimera; Totila venne infatti ucciso dal generale bizantino Narsete, che vinse anche il successore di Totila Teia e riportò definitivamente la Campania e l'Italia sotto il dominio bizantino.

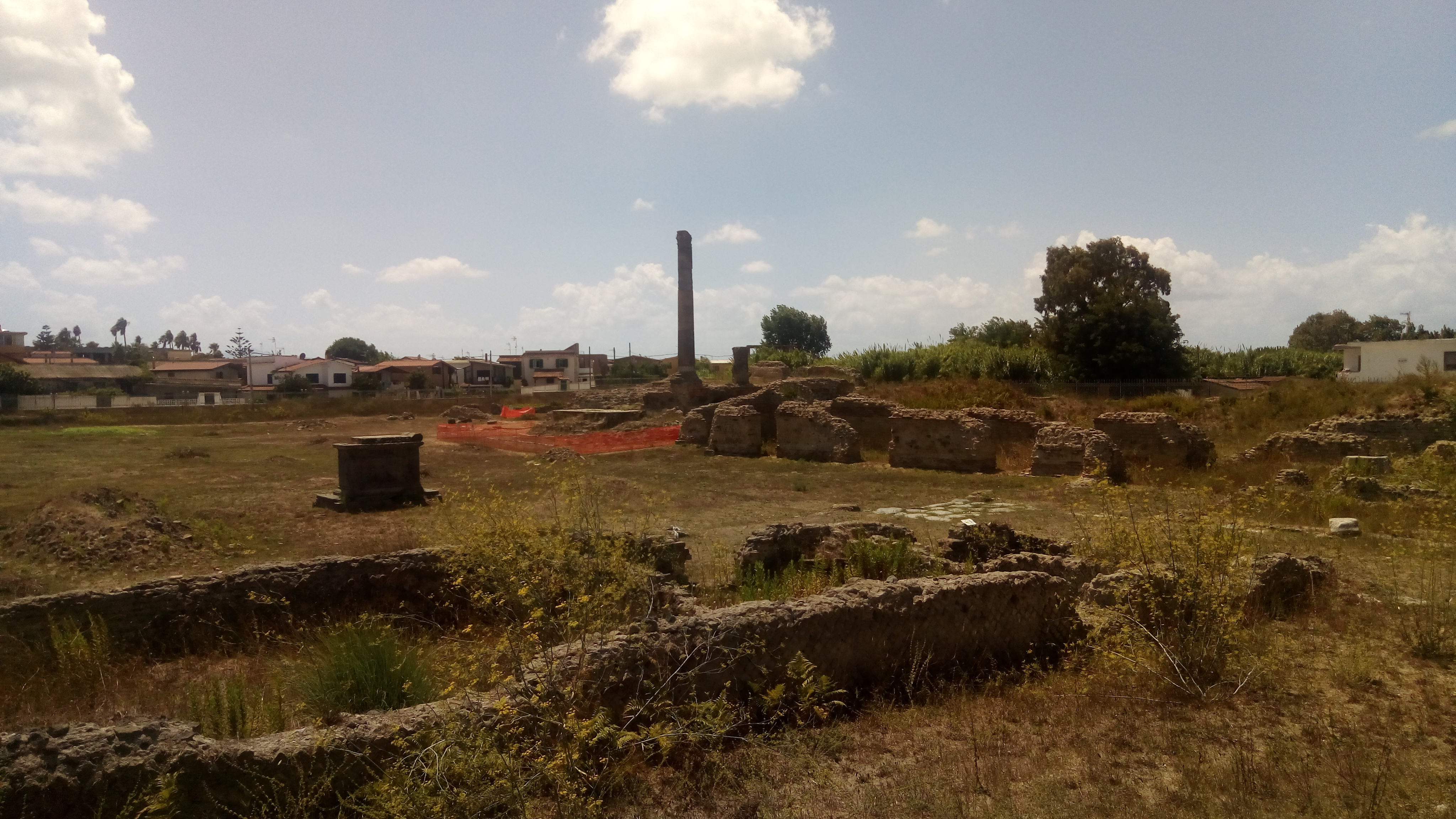
Scavi archeologici di Liternum

La Campania, dopo la temibile guerra gotica che distrusse intere città, fece fatica a riprendersi dalla crisi economica e dalla guerra; i senatori, accusati di essere filo-bizantini, furono privati da Totila dei loro averi e molti finirono i loro giorni in miseria mentre altri si trasferirono a Costantinopoli; la Campania non fu comunque tra le regioni italiane maggiormente colpite dalla guerra e i danni furono limitati se confrontati con quelli di altre province. L'eccessivo fiscalismo bizantino portò la popolazione di Roma a lamentarsi di Narsete di fronte all'Imperatore Giustino II, dicendo che la dominazione gota era meglio di quella greca e che se Narsete non veniva rimosso dal suo incarico i Romani si sarebbero sottomessi ai Barbari. Secondo la leggenda la rimozione di Narsete spinse quest'ultimo a invitare i Longobardi a scendere in Italia; l'invasione avvenne nel 568.
L'interno della Campania, e soprattutto la zona intorno a Benevento, fu popolata da foederati longobardi fin dalla guerra gotica; Narsete infatti, riconoscente nei loro confronti per averlo aiutato a vincere i Goti, permise a foederati longobardi di insediarsi nella zona di Benevento con funzione di difesa; questo costituì il nucleo del Ducato di Benevento, il cui primo Duca fu Zottone. Dopo la sconfitta imperiale inflitta dai Longobardi al Bizantino Baduario, Zottone si rese indipendente da Bisanzio e fondò il Ducato longobardo di Benevento. Nel corso degli anni 570-580 strappò ai Bizantini l'entroterra campano, difficilmente difendibile dai Greci in quanto le città dell'entroterra non erano fortificate.
Intorno al 584 l'Imperatore d'Oriente Maurizio (582-602) trasformò la prefettura in esarcato. Il governatore d'Italia veniva detto esarca e rappresentava la massima autorità civile e militare dell'esarcato. Per quanto riguarda la Campania, ad un Iudex Provinciae (governatore civile) venne affiancato un dux (comandante) designato dall'esarca. Il primo dux viene menzionato nel 592.
Intorno al 590, la provincia di Campania, venne definitivamente abrogata, sostituita dal ducato di Napoli.

## Governatori noti
I governatori della provincia della Campania furono:
Correctores
- Rufio Volusiano (anni 280)
- Tito Flavio Postumio Tiziano (292-293)
- Pompeio Appio Faustino (293/300)
- Virio Gallo (dopo il 298)
- Gaio Vettio Cossinio Rufino (310/312)
- Publio Elvio Elio Dionisio (prima del 324)[11]
- Publio Elio Procolo (324)

Consulares
- Marco Ceionio Giuliano Camenio (324-325)
- Giulio Aureliano (?325-326)
- Gaio Celio Censorino (325-337)
- Giunio Valentino (326-327)[12]
- Lolliano Mavorzio (328-335)
- Didio Pio (324-337)[13]
- Barbaro Pompeiano (333)
- Gaio Giulio Rufiniano (post 337)
- Ortensio (IV secolo)
- Giulio Festo Imezio (346-357)
- Quinto Clodio Ermogeniano Olibrio (prima del 361)
- Claudio Gaiano (351-370)[13]
- Lupo (361-363)[14]
- Buleforo (364-365)
- Virio Audenzio Emiliano (364-378)[15]
- Avianio Valentino (364-375)[16]
- Anfilochio (370)
- Nerazio Scopio (verso il 365)[17]
- Vindiciano (364-380)[18]
- Anicio Claudio (prima del 378)
- Meropio Ponzio Paolino (380-381)[19][20]
- Nicomaco Flaviano (prima del 382)
- Felice (387)[21]
- Virio Lupo Vittorio (precedente al 398)[22]
- Valerio Ermonio Massimo (390)[23]
- Elpidio (396)
- Gracco (397)
- Tanonio Marcellino (IV secolo)[24]
- Acilio Glabrione Sibidio Spedio (IV secolo)[25]
- Valerio Publicola (terzo quarto del IV secolo)[26]
- Severo (400-401)
- Felice (401)
- Postumio Lampadio
- Flavio Lupo (?402-409)[27]
- Ponzio Proserio Paolino (409)[28]
- Emilio Rufino (425-450)[29]
- Virio Turbo (IV o V secolo)[30]
- Virio Vibio (IV o V secolo)[31]
- Settimio Rustico (IV o V secolo)[32]
- Claudio Giulio Pacato (IV o V secolo)[33]
- Ponzio Saluto (IV o V secolo)
- Domiz. Severiano (IV o V secolo)
- Giovanni (507-511)[34][35]

Proconsole
- Anicio Paolino (378/379, primo proconsole noto)
- Anicio Auchenio Basso (prima del 382)[36][37]
- Cecina Decio Albino (397-398)